# Trattato Meusebach-Comanche
Il trattato Meusebach–Comanche fu un trattato sottoscritto il 9 maggio 1847 tra i privati cittadini della concessione Fisher–Miller in Texas (Stati Uniti d'America), in prevalenza di nazionalità tedesca, e la tribù comanche dei Penateka. Il trattato venne poi ufficialmente riconosciuto dal governo degli Stati Uniti. Nel 1936 lo stato del Texas ha apposto una targa commemorativa nel luogo di firma del trattato, rendendolo un sito storico di importanza nazionale.

## Antefatto
La concessione terriera Fisher-Miller consisteva di circa 15.000 km² di terra compresa tra il fiume Llano e il fiume Colorado nel cuore della Comancheria. Queste terre costituivano parte del terreno di caccia degli indiani Penateka Comanche. Fisher e Miller non riuscirono a portare avanti con successo la colonizzazione nel tempo prestabilito, ma riuscirono a ottenere un'espansione della tempistica.
La concessione venne quindi venduta alla Società per la Protezione degli Immigrati Tedeschi in Texas, meglio nota come Adelsverein. Il principe Carlo di Solms-Braunfels, primo commissario della società, aveva reso chiaro fin dal primo momento che bisognasse determinare un modo per coesistere pacificamente coi fieri indiani comanche della tribù dei Penateka. Egli non vi riuscì sino a quando John O. Meusebach non prese in carico la gestione degli affari della colonia. Sotto la guida di Meusebach, infatti, e con l'aiuto dell'agente indiano Robert Neighbors, si tennero delle regolari spedizioni nei territori controllati dagli indiani per meglio comprendere le terre dove la società aveva intenzione di insediarsi, e trovare un negoziato nel contempo con gli indiani locali.
Mentre si trovava alla Nassau Plantation, Meusebach designò il dottor Friedrich A. Schubbert (Friedrich Armand Strubberg) al ruolo di direttore della colonia di Fredericksburg, raccomandato da Henry Francis Fisher.

## Il ruolo degli Stati Uniti
Ad eccezione di Neighbors, che era in grado di viaggiare regolarmente e in sicurezza attraverso la Comancheria, a nessuno lo Stato poteva garantire un lasciapassare sicuro attraverso quelle terre. Non erano disponibili delle scorte militari né per i visitatori né per i coloni e pertanto molti si rifiutavano addirittura di entrare nella concessione per la paura di essere attaccati dagli indiani. Per questo gli Stati Uniti non ebbero alcun ruolo nella firma di questo trattato, ad eccezione del riconoscimento a posteriori. Esso è ancora oggi l'unico trattato sottoscritto tra gli indiani e un'associazione privata.

## Meusebach e i Comanche Penateka
La concessione terriera Fisher-Miller concessa dallo stato del Texas conteneva tutto il necessario per stabilirvi un insediamento, ma rimaneva il problema della minaccia degli indiani. Meusebach riuscì a raccogliere una compagnia armata a cavallo composta da tedeschi e da messicani per proteggere i coloni che andarono a costituire l'insediamento di Fredericksburg il 22 gennaio 1847. Lorenzo de Rozas servì da guida e da interprete. Questi era stato rapito dai Comanches da bambino e comprendeva non solo il loro linguaggio ma anche la loro cultura. 

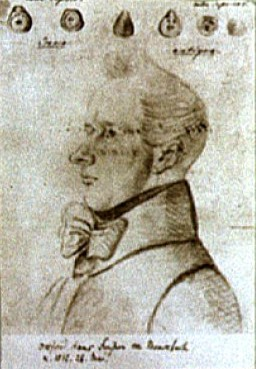
John O. Meusebach

Lungo il percorso, il gruppo venne avvicinato da diversi Shawnee che parlavano inglese, e Meusebach ingaggiò tre di loro come cacciatori. Il rosso John O. Meusebach era soprannominato El Sol Colorado (Il sole rosso) dal capo Penateka Comanche, Ketemoczy (Katemcy), che incontrò Meusebach ed il suo gruppo nelle vicinanze dell'attuale città di Mason. Il 18 febbraio, il gruppo fece tappa all'antico forte spagnolo lungo il fiume San Saba, di modo da determinare il luogo più adatto per un insediamento. La regione era inoltre ricca di giacimenti d'argento. Tra le rovine del Presidio di San Sabá, il gruppo trovò scolpiti i nomi dei precedenti speculatori minerari, incluso quello di Jim Bowie che lo aveva visitato nel 1829. Secondo il loro accordo col capo Ketemoczy, il gruppo sarebbe dovuto tornare al campo dei Comanche alla successiva luna piena, quando sarebbero iniziati i negoziati, l'1-2 marzo 1847.
Meusebach raggiunse il gruppo durante la spedizione due giorni dopo. Il noto geologo Ferdinand von Roemer stilò un dettagliato resoconto della spedizione, ancora oggi conservato. Quasi dieci giorni dopo la sua partenza, il governatore del Texas, James Pinckney Henderson, inviò Robert Neighbors ad avvisare Meusebach delle possibili conseguenze che vi potevano essere nell'entrare nel territorio degli indiani. Egli comunque ebbe l'ordine di assisterlo in eventuali negoziati. Ferdinand von Roemer accompagnò Neighbors. All'insaputa del governatore, ad ogni modo, il gruppo aveva già intrattenuto dei contatti con gli indiani; Neighbors riuscì a convincere il capo indiano Gobba di Bisonte ad aderire ai negoziati. I negoziati finali si tennero come previsto l'1 ed il 2 marzo lungo il bacino del fiume San Saba, a circa venticinque miglia dal fiume Colorado.

## La descrizione di Roemer dei capi indiani Comanche Penateka
Roemer, noto scienziato tedesco che viaggiò per l'America al tempo della spedizione, prese parte ai negoziati tra i capi ed i rappresentanti tedeschi. Egli descrisse i tre capi Comanche Penateka come "sereni e dignitosi", identificando il capo Vecchio Gufo come "capo politico" e Santa Anna come un affabile "capo guerriero". Roemer descrisse così Gobba di Bisonte:

## Le parti del trattato

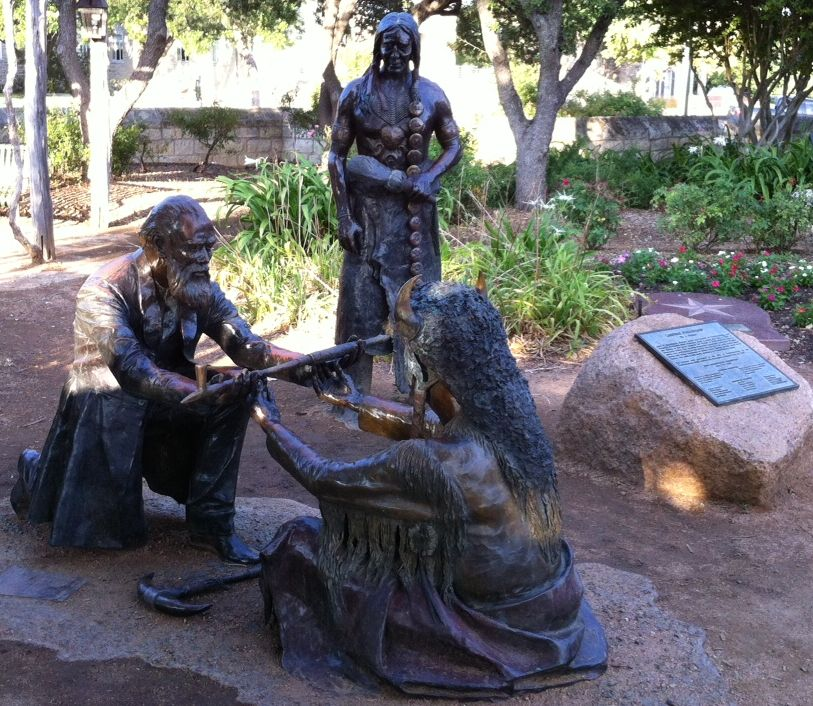
Statua commemorativa della firma del trattato col rituale "passaggio della pipa" tra Meusebach e un capo indiano

Il trattato venne sottoscritto dai potenti capi Gobba di Bisonte, Santa Anna, Vecchio Gufo per la parte dei Comanche Penateka, e Meusebach per la Società. Il trattato venne rettificato due mesi dopo a Fredericksburg. Secondo le basi del trattato, a Meusebach e ai suoi era concesso di attraversare indisturbati la Comancheria, e ai Comanche Penateka era concesso di recarsi all'insediamento dei bianchi indisturbati. Venne anche promesso aiuto reciproco e anche adeguate punizioni per chi infrangesse quanto stabilito. Gli indiani ricevettero anche 1000 dollari in contanti.
I Penateka richiesero anche che un rappresentante dei coloni tedeschi vivesse con loro e facesse loro da interprete. Emil Kriewitz scelse di intraprendere questo compito e si portò a vivere nel campo del capo Santa Anna. Il trattato aprì la via alla colonizzazione a più di 12.000 km2 di terre degli indiani.

## Il trattato oggi
Dopo tutti gli sforzi compiuti, cinque furono gli insediamenti che i coloni dell'Adelsverein furono in grado di fondare sul terreno della concessione Fisher-Miller: Bettina, Castell, Leiningen, Meerholz e Schoenburg. Di questi, solo Castell fu in grado di sopravvivere.
Il documento originale del trattato Meusebach-Comanche venne consegnato al governo del Texas dalla Germania solo nel 1970 per mano di Irene Marschall King, nipote di John Meusebach. Il documento è stato quindi donato alla Texas State Library nel 1972, dove ancora oggi si trova. Il trattato è uno dei pochissimi patti che i nativi americani non ruppero mai con gli europei.

## Testo del trattato
Trattato fra i Comanche e la Compagnia d'Immigrazione Tedesca:
9 maggio 1847
Trattato
Tra il Commissario Generale della Compagnia d'Immigrazione Tedesca, John O. Meusebach, per sé e per i suoi successori e costituenti del beneficio per conto del popolo tedesco che qui vive e si insedia nell'area tra le acque del Llano e del San Saba da una parte e dei capi della nazione Comanche per conto loro e del loro popolo dall'altra, viene sottoscritto il seguente trattato di pace e di amicizia che stabilisce quanto segue:
I. La popolazione tedesca ed i coloni della concessione tra le acque del Llano e del San Saba hanno il permesso di recarsi in ogni parte di quest'area e di essere protetti per conto della nazione Comanche e dai loro capi, come pure in considerazione di questo accordo i comanche possono portarsi nelle città e negli insediamenti dei tedeschi e non saranno causa di terrore, ma potranno recarsi ovunque piaccia a loro ed avere protezione necessaria lungo il loro cammino.
II. Riguardo agli insediamenti dell'area del Llano i Comanche fanno promessa di non disturbare o molestare in ogni modo i coloni tedeschi, ma al contrario di assisterli, come pure di dar notizia se vedessero indiani che cerchino di molestarli o di rubarne i cavalli – i tedeschi per parte loro promettono aiuto ai comanche contro i loro nemici, se siano in pericolo o se vengano loro rubati dei cavalli o danneggiati in qualsiasi maniera. Ed entrambe le parti sono concorde sul fatto che se vi siano delle difficoltà o un qualsiasi malinteso per un singolo uomo, sia il nome di questi portato ai rispettivi capi.
III. I Comanches ed i loro grandi capi garantiscono a Mr. Meusebach, ai suoi successori e ai costituenti la colonia il privilegio di controllare la colonia senza molestare alcun uomo e di fare ciò che ritengano più opportuno al loro sviluppo. In considerazione di questo accordo il commissario generale Mr. Meusebach donerà loro l'ammontare di 1000 dollari che sarà consegnato ai Comanches a Fredericksburgh.
IV. Infine le due parti si accordano mutualmente per mantenere la pace e l'amicizia tra tedeschi e comache e con tutti gli altri coloni nell'area per sempre.
Seguono le nostre firme, marchi e sigilli. Sottoscritto a Fredericksburgh lungo le acque del Rio Piedernales questo nove di maggio dell'anno 1847.
| - John O. Meusebach - R.L. Neighbors, agente speciale degli Stati Uniti - F. Shubbert - Jean Jacques von Coll - John F. Torrey - Felix A. von Blücher | - Capi guerrieri del Delaware - Segno di Jim Shaw - Segno di John Connors | - Capi guerrieri dei Comanches - Segno di Santa Anna - Segno di Poch-an Sanachego - Segno di Moora-quitop - Segno di Matasane - Segno di To-shaw-wheschke - Segno di Nokakwek |